# Крабчице
Крабчице (чеш. Krabčice; нем. Grabschütz) — маленькая деревня, часть общины Доланы в районе Наход Краловеградецкого края в Чешской республике. Находится примерно в 2 км на северо-запала от села Доланы. В 2009 г. здесь было зарегистрировано 32 адреса. В 2017 г. здесь постоянно проживало 61 человек.
Крабчице — это также название кадастрального участка площадью 2,59 кв. км.
Крабчице связаны асфальтированной дорогой с селом Доланы, через которое проходит международная трасса Е-67 Париж — Прага — Варшава — Минск — Москва. В Крабчицах нет магазинов, нет школы.
Поблизости от Крабчиц находятся города Яромерж, Ческа-Скалице, Наход и Кудова-Здруй (Польша).